# A Vision of a Dying Embrace
A Vision of a Dying Embrace – pierwsze wideo brytyjskiego zespołu muzycznego Anathema. Zawiera cztery teledyski oraz zapis koncertu grupy w Krakowie, 1 marca 1996 roku. Zostało ono najpierw wydane jako kaseta VHS, a pięć lat później jako płyta DVD.

## Lista utworów

### Teledyski
1. "Sweet Tears" – 04:22
2. "Mine Is Yours – 04:32
3. "The Silent Enigma" – 04:22
4. "Hope" – 04:38

### Koncert
1. "Intro" – 01:17
2. "Restless Oblivion" – 07:47
3. "Shroud of Frost" – 07:15
4. "We the Gods" – 06:12
5. "Sunset of Age" – 06:44
6. "Mine is Yours" – 05:04
7. "Sleepless" – 04:02
8. "The Silent Enigma" – 04:02
9. "A Dying Wish" – 10:28

## Twórcy
- Vincent Cavanagh – śpiew, gitara
- Daniel Cavanagh – gitara
- Duncan Patterson – gitara basowa
- John Douglas – instrumenty perkusyjne